# Дюмануар, Филипп Франсуа
Фили́пп Франсуа́ Дюмануа́р (фр. Philippe François Dumanoir, настоящее имя — Фили́пп Франсуа́ Пине́ль, Philippe François Pinel; 31 июля 1806, Капестерр-Бель-О (Гваделупа) — 16 ноября 1865, По, Беарн) — французский драматург и либреттист

, автор водевилей.

## Биография
Родился в известной семье. В 1816 году переехал во Францию. Плодовитый писатель, Дюмануар стал известен как автор водевилей. В 1836—1839 годах был директором Театра «Варьете».
В 1837 году вместе с Жаном-Франсуа Байяром написал комедию в трёх актах с пением «Шевалье д’Эон».
Совместно с Жаном Байяром и Адольфом Д’Эннери создал комедию-водевиль «Мадам и месье Пиншон» (Madam et monsieur Pinchon). В Москве пьеса была поставлена под названием «Мэр по выбору, или Смелый поневоле» в переводе с фр. Н. А. Коровкина 13 октября 1839 в бенефис П. И. Орловой в помещении Большого театра.
Совместно с Адольфом Д’Эннери написал водевиль в 1 действии «Детский бал» (Le bal d’enfants). В России пьеса шла под названием «Бал-маскарад для детей от 16 лет до трёх месяцев» в переводе Н. И. Куликова, П. С. Федорова и П. И. Григорьева.
С ним же в 1844 году, по просьбе Фредерика Леметра, написал пьесу «Дон Сезар де Базан» (Don César de Bazan; другое название «Испанский дворянин», — переделка драмы Виктора Гюго «Рюи Блаз»). Многими источниками она отмечается как лучшее произведение автора, вошедшее в мировую классику; в Москве пьеса впервые прошла 18 января 1856 в переводе Тарновского и Лонгинова в помещении Малого театра.
Автор либретто нескольких опер и балетов, таких как «Гризельдис» Адольфа Адана (1848).